# A Grounding in Numbers
A Grounding in Numbers è un album discografico del gruppo musicale britannico Van der Graaf Generator, pubblicato il 14 marzo 2011 dalla Esoteric Records.

## Tracce
Testi e musiche di Peter Hammill, Guy Evans, Hugh Banton.
1. Your Time Starts Now – 4:15
2. Mathematics – 3:38
3. Highly Strung – 3:36
4. Red Baron – 2:23 – strumentale
5. Bunsho – 5:03
6. Snake Oil – 5:21
7. Splink – 2:37 – strumentale
8. Embarrassing Kid – 3:07
9. Medusa – 2:12
10. Mr. Sands – 5:22
11. Smoke – 2:30
12. 5533 – 2:42
13. All Over the Place – 6:04

## Formazione
- Peter Hammill - voce, pianoforte, chitarra elettrica
- Hugh Banton - tastiere, basso elettrico
- Guy Evans - batteria, percussioni